# Districtul Baja
Baja (în maghiară Bajai járás) este un district în județul Bács-Kiskun, Ungaria.
Populația districtului este de 66.600 locuitori (2013).